# Розв'язки Йоста
Розв'язки Йоста — розв'язки одновимірного рівняння Шредінгера з потенціалом, що спадає до нуля на нескінченності, у випадку неперервного спектру енергій. Часто використовується в задачах на розсіяння, а також в теорії солітонів (метод оберненої задачі).

## Математичне означення
В одновимірному випадку гамільтоніан має вигляд (при приведенні до безрозмірних змінних):
{\displaystyle H=-{\frac {\mathrm {d} ^{2}}{\mathrm {d} x^{2}}}+u(x),\quad x\in \mathbb {R} ,}
де потенціал {\displaystyle u(x)} — локально інтегровна функція, визначена на множині дійсних чисел.
В випадку неперервного спектру маємо:
{\displaystyle -\psi (x)''+u(x)\psi (x)=k^{2}\psi (x),}
де {\displaystyle k^{2}=\lambda } — власні значення гамільтоніана (енергія), {\displaystyle \psi (x)} — власні функції (хвильова функція).
Якщо на потенціал накладені такі умови:
{\displaystyle \int \limits _{-\infty }^{\infty }|x||u(x)|\mathrm {d} x<\infty ,} — {\displaystyle u(x)} спадає на нескінченності швидше ніж {\displaystyle x^{-2}};
{\displaystyle \int \limits _{-\infty }^{\infty }|u(x)|\mathrm {d} x<\infty ,} — {\displaystyle u(x)} не має сингулярностей сильніше {\displaystyle x^{-1}};
тоді для дійсних значень {\displaystyle k} введемо розв'язки {\displaystyle f_{\pm }(x,k)} які задовольняють граничній умові:
{\displaystyle \lim _{x\to \pm \infty }f_{\pm }(x,k)\cdot e^{\mp ikx}=1,}
дані розв'язки названі розв'язками Йоста на честь швейцарського фізика Реса Йоста який перший запропонував їх.
Функції тільки від {\displaystyle k}, тобто визначені в конкретній точці простору (часто в нулі чи на нескінченності), називають функціями Йоста, хоча багато авторів вживають обидва вирази на позначення {\displaystyle f_{\pm }(x,k)}.
Для всіх {\displaystyle k} (комплексних), з накладеною умовою {\displaystyle \mathrm {I} m\,k\geq 0}, і для {\displaystyle u(x)}, який задовольняє умови накладені вище, існують розв'язки (і вони єдині) рівняння Шредінгера які задовольняють такі інтегральні рівняння:
{\displaystyle f_{+}(x,k)=e^{ikx}+\int \limits _{x}^{\infty }{\frac {\sin k(\xi -x)}{k}}u(\xi )f_{+}(\xi ,k)\mathrm {d} \xi ,}
{\displaystyle f_{-}(x,k)=e^{-ikx}-\int \limits _{-\infty }^{x}{\frac {\sin k(\xi -x)}{k}}u(\xi )f_{-}(\xi ,k)\mathrm {d} \xi ,}
причому дані розв'язки неперервні по {\displaystyle k} при {\displaystyle \mathrm {I} m\,k\geq 0} і аналітичні при {\displaystyle \mathrm {I} m\,k>0}.
Рівняння для розв'язків Йоста можна отримати безпосередньо з граничних умов і рівняння Шредінгера за допомогою функції Гріна в вигляді:
{\displaystyle G(x,\xi ,k)=\left\lbrace {\begin{array}{ll}{\frac {\sin k(\xi -x)}{k}},&\xi <x\\0,&\xi >x\end{array}}\right..}

## Використання
Багато інших задач приводиться до одновимірного рівняння Шредінгера. Зокрема задача розсіяння на центральному потенціалі в трьохвимірному просторі зводиться до такого рівняння для радіальної функції в S-стані:
{\displaystyle -{\frac {d^{2}}{dr^{2}}}\psi (r)+u(r)\psi (r)=k^{2}\psi (r),}.
В такому випадку умови на потенціал відмінні від наведених вище і мають вигляд:
{\displaystyle \int \limits _{0}^{\infty }r|u(r)|\mathrm {d} r<\infty ,} — {\displaystyle u(r)} при {\displaystyle r=0} не має сингулярності сильніше {\displaystyle x^{-2}};
{\displaystyle \int \limits _{0}^{\infty }r^{2}|u(r)|\mathrm {d} r<\infty ,} — {\displaystyle u(r)} спадає на нескінченності швидше ніж {\displaystyle x^{-3}};
Розв'язок Йоста задовольняє рівняння: : {\displaystyle \lim _{r\to \infty }f(r,k)\cdot e^{ikr}=1,} при цьому:
{\displaystyle f(x,k)=e^{-ikr}+\int \limits _{r}^{\infty }{\frac {\sin k(r'-r)}{k}}u(r')f(r',k)\mathrm {d} r'.}.
Функція {\displaystyle f(x,-k)} теж є розв'язком рівняння, і цей розв'язок є лінійно незалежним від {\displaystyle f(x,k)}.
Функція Йоста визначена як {\displaystyle f(k)=f(0,k)}, грає важливу роль в теорії розсіяння, зокрема через неї виражається матриця розсіяння {\displaystyle S(k)}:
{\displaystyle S(k)={\frac {f(k)}{f(-k)}}}.